# Список умерших в 944 году

## Апрель
- 23 апреля — Вихман I, граф в Барденгау и в Вигмодии[1].

## Дата смерти неизвестна или требует уточнения
- Абу Абдаллах аль-Бариди, аббасидский военачальник и государственный деятель, визирь халифата.
- Абу Тахир аль-Джаннаби, эмир карматского государства[2].
- Доннхад Донн, верховный король Ирландии (919—944) и король Миде (919—944)[3].
- Абу Мансур аль-Матуриди, исламский мыслитель, основатель и эпоним одной из школ калама — матуридизма[4].
- Харшаварман II, император Кхмерской империи (941—944).
- Эльфгифу Шафтсберийская, королева Англии, затем монахиня; святая Католической церкви[5].